# Munida vigiliarum
Munida vigiliarum is een tienpotigensoort uit de familie van de Munididae. De wetenschappelijke naam van de soort is voor het eerst geldig gepubliceerd in 1901 door Alcock.